# 安房勝山藩
安房勝山藩（あわかつやまはん）は、安房国平郡の勝山陣屋（現・千葉県安房郡鋸南町勝山）に藩庁を置いた藩。1668年以降、酒井氏（若狭小浜藩の分家）が藩主を務め、廃藩置県まで9代約200年にわたって存続した。これは安房国に藩庁を置いた藩の中で最長である。酒井家時代の石高は1万2000石で、所領は越前国・上野国にも存在した。明治維新後は加知山藩（かちやまはん）に改称した。
本記事では廃藩後に設置された加知山県（かちやまけん）についても言及する。

## 歴史

### 前史
安房国北西部、浦賀水道に面した勝山は良港の所在地である。戦国時代、港を見下ろす八幡山に安房正木氏の勝山城が築かれており、戦国大名里見氏のもとで水軍の拠点となっていた。
天正18年（1590年）の小田原征伐ののち、里見義康に安房一国9万2000石が安堵された。慶長5年（1600年）の関ヶ原の戦いで義康は東軍に与し、12万2000石まで加増されている（館山藩）。しかし慶長19年（1614年）、義康の子・里見忠義は大久保忠隣失脚に連座して安房国を没収され、伯耆倉吉藩に移封（実質的に流罪）された。以後、安房国は小藩や旗本領、他国の藩の飛地領によって細分化されることになる。勝山の地は、館山藩領の接収に従事した上総国佐貫藩主内藤政長に与えられ、4万5000石の所領の一部となった。

### 内藤家時代
元和8年（1622年）9月、内藤政長が磐城平藩に移るとその所領は分割され、内藤清政（内藤政長とは同族だが別系統）が3万石を与えられた。清政はかつての勝山城の麓に陣屋を構え、安房勝山藩が立藩する。しかし、清政は嗣子の無いまま翌元和9年（1623年）に早世した。弟の正勝は16歳であったが、幼少であるとして安房勝山藩は一時的に除封された。寛永3年（1626年）、正勝が兄の遺領のうち2万石を継承し、再度勝山に入封するが、寛永6年（1629年）に22歳で早世する。嫡子の重頼はまだ2歳であったために5000石に減封され、安房勝山藩は廃藩となった。
なお、旗本となった重頼はのちに昇進して若年寄・大坂城・京都所司代の重職を歴任、大名として復帰し、最終的には3万3000石を領している。重頼の養子清枚は信濃高遠藩に移され、以後内藤家は幕末まで高遠藩主として続く。

### 酒井家時代
内藤氏改易後、勝山一帯は若狭小浜藩主酒井忠勝（雅楽頭系酒井家）の所領となる。忠勝の長男忠朝は若年寄まで務め、将来を嘱望された人物であったが、廃嫡の処分を受け、酒井家所領の市部村（現・南房総市市部）に蟄居して、この地で没している。
寛文8年（1668年）、小浜藩主酒井忠直（忠朝の弟）は甥の忠国（忠朝の子）に対して1万石（安房国平郡内4500石、越前国敦賀郡内5500石）を分知した。忠国は安房国勝山に陣屋を構えて居所とし、ここに再び安房勝山藩が立藩されることになる。所領の過半を占める越前国の領地を治める拠点としては野坂代官所（現在の敦賀市野坂）が置かれた。
天和2年（1682年）、忠国は5000石（安房国平郡内・上野国群馬郡内）の加増を受けるが、天和3年（1683年）に家督を継いだ忠胤は弟の忠成に平郡内の3000石を分知している（忠成は旗本寄合席に列する）。安房勝山藩は都合1万2000石となった。
歴代藩主の多くが、大番頭や大坂加番、奏者番などを歴任した。藩政においては明和7年（1770年）、第5代藩主・忠鄰の代に起こった忍足佐内事件（勝山藩西領騒動）が有名である。
第9代藩主・忠美は万延元年（1860年）に3歳で家督を継ぐ。安房勝山藩は幼少の藩主のもとで幕末期を迎え、藩内は佐幕派と尊王派に分裂して抗争したまま戊辰戦争を迎える。一部の藩士は林忠崇と合流するが、藩は最終的には新政府に恭順し、木更津に出兵して幕府軍と交戦している。明治元年（1868年）10月には所領の再編が行われ、上野国群馬郡の飛び地領が解消するとともに安房国平郡内に代替地が与えられた。明治2年（1869年）5月、加知山藩と改称した。越前勝山藩（勝山藩として存続）および美作勝山藩（真島藩に改称）との同名回避のためとされている。
明治初年の加知山藩に関して特筆する事項には、藩校「育英館」の開設がある。明治元年（1868年）10月、藩儒野呂道庵（野呂陶斎の子）を中心として勝山に開設されたこの学校は、版籍奉還による中断を挟み、廃藩置県を経て廃校となるが、士族子弟のみならず平民にも門戸を開放していた。

### 加知山県
明治4年（1871年）7月、廃藩置県により加知山藩は加知山県となった。同年11月に加知山県は木更津県に再編されて廃された。越前国内にあった飛地は、木更津県から敦賀県に引き渡された。
最後の藩主である酒井忠美は、加知山藩の知藩事、加知山県知事に任命されたのち廃県により免職となった。明治17年（1884年）の華族令に伴い酒井忠勇（忠美の子）が子爵に叙せられたが、明治30年（1897年）に爵位を返上した。

## 歴代藩主

### 内藤家
3万石（譜代）
1. 清政（きよまさ）従五位下。修理亮。
2. 正勝（まさかつ） なし。

### 酒井家
1万石→1万5000石→1万2000石。（譜代）
1. 忠国（ただくに）従五位下。大和守。
2. 忠胤（ただたね）従五位下。備前守。
3. 忠篤（ただあつ）従五位下。越前守。
4. 忠大（ただもと）従五位下。大和守。
5. 忠鄰（ただちか）従五位下。越前守。
6. 忠和（ただより）従五位下。大和守。
7. 忠嗣（ただつぐ）従五位下。越前守。
8. 忠一（ただかず）従五位下。安芸守。
9. 忠美（ただよし）従五位下。大和守。

## 領地
1868年（明治元年）の領地替えで、安房国内の領地は全面的に入れ替わっている。

### 幕末
- 安房国
  - 平郡のうち - 19村（うち12村を長尾藩、7村を安房上総知県事を経て長尾藩に編入）
- 越前国
  - 敦賀郡のうち - 10村

### 廃藩時
- 安房国
  - 平郡のうち - 12村（旧旗本領6村、前橋藩領3村、旧幕府領の旧安房上総知県事領3村）
- 越前国
  - 敦賀郡のうち - 10村